# Dudinská Päťdesiatka 2024
Dudinská Päťdesiatka 2024 – 43. edycja międzynarodowych zawodów lekkoatletycznych w chodzie sportowym, która odbyła się 16 marca 2024 w słowackich Dudincach. Zawody były zaliczane do cyklu World Athletics Race Walking Tour Gold w sezonie 2024.
W programie zawodów znalazły się także konkurencje w niższych kategoriach wiekowych oraz sztafeta mieszana na dystansie maratonu.

## Wyniki
| WL – najlepszy wynik na listach światowych w sezonie \| NR – rekord kraju \| PB – rekord życiowy \| SB – najlepszy wynik w sezonie |

### Mężczyźni
| Konkurencja:  | 1. miejsce              | Rezultat   | 2. miejsce              | Rezultat   | 3. miejsce    | Rezultat   |
| Chód na 20 km | César Augusto Rodríguez | 1:19:41 NR | Brian Pintado           | 1:19:44 SB | Ram Baboo     | 1:20:00 PB |
| Chód na 35 km | Teodorico Caporaso      | 2:34:44 SB | Jinson Octavio Calderón | 2:41:38 PB | Nick Christie | 2:59:35 SB |

### Kobiety
| Konkurencja:  | 1. miejsce  | Rezultat   | 2. miejsce      | Rezultat   | 3. miejsce     | Rezultat   |
| Chód na 20 km | Evelin Inga | 1:27:42 SB | Marija Sacharuk | 1:29:14 SB | Mary Luz Andía | 1:29:19 PB |

### Mieszane
| Konkurencja:                                      | 1. miejsce                                  | Rezultat   | 2. miejsce                             | Rezultat   | 3. miejsce                                           | Rezultat   |
| Sztafeta mieszana w chodzie na dystansie maratonu | Grecja · Jorgos Kritulis · Sofia Alikanioti | 3:18:38 SB | Chorwacja · Bruno Erent · Lana Švarbić | 3:34:02 SB | Czechy · Rostislav Kolář · Štěpánka Pohlová Kučerová | 3:42:04 SB |